# FC Barcelona w sezonie 2023/2024
Sezon 2023/24 to 125. sezon w historii klubu FC Barcelona i 93. z rzędu sezon tego klubu w najwyższej klasie hiszpańskiego futbolu. Obejmuje on okres od 1 lipca 2023 do 30 czerwca 2024.

## Przebieg sezonu
Przed sezonem 2023/24 FC Barcelona dokonała kilku zmian w składzie. W ramach nich do zespołu dołączyli, w ramach wolnych transferów: İlkay Gündoğan z Manchesteru City i Iñigo Martínez z Athletiku Bilbao. Oriol Romeu został wykupiony z Girony FC za 3,4 miliona euro i tym samym powrócił do klubu po latach. Wypożyczeni do klubu na jeden sezon zostali: João Cancelo z Manchesteru City i João Félix z Atlético Madryt. Barca pożegnała się przed sezonem ze swoim kapitanem Sergio Busquetsem i wicekapitanem Jordim Albą. Obaj w ramach wolnych transferów przenieśli się do Interu Miami. Nowym kapitanem zespołu został Sergi Roberto. Dwóch wypożyczonych z klubu graczy Antoine Griezmann i Francisco Trincão zostali definitywnie wykupieni przez swoje nowe kluby, odpowiednio Atlético Madryt i Sporting CP. Oprócz nich zespół definitywnie opuścili: Samuel Umtiti, który po rozwiązaniu kontraktu z klubem przeniósł się do Lille OSC, Álex Collado, który na zasadzie wolnego transferu odszedł do Realu Betis, Nico González, który został kupiony przez FC Porto za 8,4 miliona euro, Franck Kessié, który zdecydował się odejść do Al-Ahli za 12,5 miliona euro, Ousmane Dembélé, który został wykupiony przez Paris Saint-Germain za 50 milionów euro oraz Abde Ezzalzouli, kupiony przez Real Betis za 7,5 miliona euro. Na roczne wypożyczenia udali się natomiast: Sergiño Dest do PSV Eindhoven, Ansu Fati do Brighton & Hove Albion, Clément Lenglet do Aston Villi oraz Eric García do Girony FC.
Sezon ten jest pierwszym sezonem od 1957 roku, w którym Barca rozgrywa wszystkie mecze domowe poza Camp Nou, które jest w trakcie przebudowy. Tymczasowym stadionem domowym klubu zostało Estadi Olímpic Lluís Companys.
Przed sezonem Barcelona rozegrała kilka meczów towarzyskich, podczas zgrupowania w Stanach Zjednoczonych. Przegrała 3:5 z Arsenalem oraz wygrała 3:0 z Realem Madryt i 1:0 z AC Milanem. Barca zagrała także w corocznym meczu o Trofeu Joan Gamper. Tym razem jej rywalem był Tottenham Hotspur, którego pokonała 4:2.
Sezon ligowy FC Barcelona rozpoczęła 13 sierpnia, od meczu wyjazdowego z Getafe CF, który zakończył się bezbramkowym remisem. Następnie Barca zaliczyła serię zwycięstw pokonując Cádiz CF 2:0, Villarreal CF 4:3, CA Osasunę 2:1, Real Betis 5:0 oraz Celtę Vigo 3:2. Seria zwycięstw została przerwana remisem 2:2 z RCD Mallorca. W kolejnym meczu podopieczni Xaviego pokonali Sevillę FC 1:0. W następnej kolejce Blaugrana ponownie straciła punkty remisując 2:2 z Granadą CF. W kolejnych meczach ligowych, forma Barcy była nierówna. Drużyna pokonała Athletic Bilbao, Real Sociedad oraz Atlético Madryt po 1:0 oraz Deportivo Alavés 2:1, ale zremisowała z Rayo Vallecano oraz Valencią CF po 1:1 i przegrała w pierwszym w sezonie El Clásico z Realem Madryt 1:2 i z Gironą FC 2:4. W końcówce roku 2023 i z początkiem 2024 Blaugrana miała kolejną serię zwycięstw ligowych pokonując UD Almeríę 3:2, UD Las Palmas 2:1 oraz Real Betis 4:2. Seria została przerwana porażką z Villarrealem CF 5:3. Do końca sezonu Barca zaliczała kilka serii zwycięstw, jednak wciąż traciła punkty w kilku meczach. I tak pokonała CA Osasunę 1:0, Deportivo Alavés 3:1, Celtę Vigo 2:1, Getafe CF 4:0, RCD Mallorcę 1:0, Atlético Madryt 3:0, UD Las Palmas oraz Cádiz CF po 1:0, Valencię CF 4:2, Real Sociedad i UD Almeríę po 2:0, Rayo Vallecano 3:0 i Sevillę FC 2:1. Zespół zremisował jednak z Granadą CF 3:3, Athletic Bilbao 0:0 oraz przegrał ponownie z Realem Madryt 3:2 i Gironą FC 2:4. Ostatecznie FC Barcelona zajęła 2. miejsce w tabeli ligowej tracąc do Realu Madryt 10 punktów.
W Lidze Mistrzów Barcelona trafiła do grupy H razem z FC Porto, Szachtarem Donieck oraz z debiutującym w tych rozgrywkach Royal Antwerp. W pierwszym meczu fazy grupowej Barca pokonała Royal Antwerp 5:0 a następnie FC Porto 1:0 i Szachtar Donieck 2:1. W kolejnych meczach Blaugrana przegrała 0:1 z Szachtarem i 2:3 z Royal Antwerp oraz wygrała 2:1 z FC Porto. Ostatecznie po dwóch latach przerwy Barcelona wyszła z grupy w Lidze Mistrzów, wygrywając dodatkowo tę grupę. W 1/8 Ligi Mistrzów FC Barcelona zmierzyła się z SSC Napoli. W pierwszym meczu padł remis 1:1, w rewanżu natomiast Barcelona wygrała 3:1 i awansowała dalej wygrywając w dwumeczu 4:2. W ćwierćfinale podopieczni Xaviego zmierzyli się z Paris Saint-Germain. W pierwszym meczu Barca wygrała 3:2, jednak nie zdołała utrzymać przewagi i w rewanżu przegrała 1:4 i w całym dwumeczu 4:6 odpadając z rozgrywek. 
W 1/16 finału Pucharu Króla FC Barcelona zmierzyła się z UD Barbastro pokonując ten zespół 3:2. W 1/8 finału Blaugrana pokonała Unionistas CF 3:1. W ćwierćfinale Barca zmierzyła się z Athletikiem Bilbao. Przegrała ten mecz 2:4 po dogrywce odpadając z tych rozgrywek.
W półfinale Superpucharu Hiszpanii Barcelona natrafiła na CA Osasunę, którą pokonała 2:0 i awansowała do finału. W finale miało miejsce El Clásico. Superpuchar trafił jednak do Realu Madryt, który wygrał 4:1.
W styczniu 2024 roku zespół sprowadził w ramach zimowego okienka transferowego Vitora Roque z Athletico Paranaense za 40 mln €.
27 stycznia 2024 roku Xavi ogłosił, że wraz z końcem sezonu odejdzie z funkcji trenera FC Barcelony. W kwietniu początkowo została ta decyzja zmieniona i trener wraz z prezesem Joanem Laportą ogłosili pozstanie Xaviego na kolejny sezon. Brak trofeów i odmienne zdanie na temat polityki transferowej klubu sprawiły jednak, że pod koniec sezonu, klub podjął decyzję o zwolnieniu Xaviego z funkcji trenera zespołu. Jego następcą został Hansi Flick.
FC Barcelona zakończyła sezon bez ani jednego oficjalnego trofeum. Najlepszym strzelcem zespołu w sezonie został Robert Lewandowski, który zdobył w sumie 26 bramek.

## Skład
| Nr | Poz. | Piłkarz                                       |
| -- | ---- | --------------------------------------------- |
| 1  | BR   | Marc-André ter Stegen (wicekapitan)           |
| 2  | OB   | João Cancelo (wypożyczony z Manchesteru City) |
| 3  | OB   | Alejandro Balde                               |
| 4  | OB   | Ronald Araújo (3. kapitan)                    |
| 5  | OB   | Iñigo Martínez                                |
| 6  | PO   | Gavi                                          |
| 7  | NA   | Ferran Torres                                 |
| 8  | PO   | Pedri                                         |
| 9  | NA   | Robert Lewandowski                            |
| 11 | NA   | Raphinha                                      |
| 13 | BR   | Iñaki Peña                                    |

| Nr | Poz. | Piłkarz                                    |
| -- | ---- | ------------------------------------------ |
| 14 | NA   | João Félix (wypożyczony z Atlético Madryt) |
| 15 | OB   | Andreas Christensen                        |
| 16 | PO   | Fermín López                               |
| 17 | OB   | Marcos Alonso                              |
| 18 | PO   | Oriol Romeu                                |
| 19 | NA   | Vitor Roque                                |
| 20 | OB   | Sergi Roberto ()                           |
| 21 | PO   | Frenkie de Jong (4. kapitan)               |
| 22 | PO   | İlkay Gündoğan                             |
| 23 | OB   | Jules Koundé                               |

### Zawodnicy powołani ze składu rezerw
| Nr | Poz. | Piłkarz         |
| -- | ---- | --------------- |
| 26 | BR   | Ander Astralaga |
| 27 | NA   | Lamine Yamal    |
| 29 | NA   | Ángel Alarcón   |
| 30 | PO   | Marc Casadó     |
| 31 | BR   | Diego Kochen    |

| Nr | Poz. | Piłkarz        |
| -- | ---- | -------------- |
| 33 | OB   | Pau Cubarsí    |
| 34 | PO   | Aleix Garrido  |
| 35 | PO   | Unai Hernández |
| 37 | NA   | Pau Víctor     |
| 38 | NA   | Marc Guiu      |
| 39 | OB   | Héctor Fort    |

## Transfery

### Do klubu
| Piłkarz           | Z klubu              | Data transferu  | Kwota transferu       |
| ----------------- | -------------------- | --------------- | --------------------- |
| İlkay Gündoğan    | Manchester City      | 1 lipca 2023    | wolny transfer        |
| Antoine Griezmann | Atlético Madryt      | 1 lipca 2023    | koniec wypożyczenia   |
| Francisco Trincão | Sporting CP          | 1 lipca 2023    | koniec wypożyczenia   |
| Abde Ezzalzouli   | CA Osasuna           | 1 lipca 2023    | koniec wypożyczenia   |
| Clément Lenglet   | Tottenham Hotspur    | 1 lipca 2023    | koniec wypożyczenia   |
| Sergiño Dest      | AC Milan             | 1 lipca 2023    | koniec wypożyczenia   |
| Nico González     | Valencia CF          | 1 lipca 2023    | koniec wypożyczenia   |
| Samuel Umtiti     | US Lecce             | 1 lipca 2023    | koniec wypożyczenia   |
| Álex Collado      | Elche CF             | 1 lipca 2023    | koniec wypożyczenia   |
| Iñigo Martínez    | Athletic Bilbao      | 5 lipca 2023    | wolny transfer        |
| Oriol Romeu       | Girona FC            | 19 lipca 2023   | 3,4 mln €             |
| João Cancelo      | Manchester City      | 1 września 2023 | wypożyczenie na sezon |
| João Félix        | Atlético Madryt      | 1 września 2023 | wypożyczenie na sezon |
| Vitor Roque       | Athletico Paranaense | 1 stycznia 2024 | 40 mln €              |

Źródło:

### Z klubu
| Piłkarz           | Do klubu               | Data transferu   | Kwota transferu       |
| ----------------- | ---------------------- | ---------------- | --------------------- |
| Antoine Griezmann | Atlético Madryt        | 1 lipca 2023     | 20 mln €              |
| Francisco Trincão | Sporting CP            | 1 lipca 2023     | 7 mln €               |
| Sergio Busquets   | Inter Miami            | 1 lipca 2023     | wolny transfer        |
| Jordi Alba        | Inter Miami            | 1 lipca 2023     | wolny transfer        |
| Samuel Umtiti     | Lille OSC              | 1 lipca 2023     | wolny transfer        |
| Álex Collado      | Real Betis             | 27 lipca 2023    | wolny transfer        |
| Nico González     | FC Porto               | 29 lipca 2023    | 8,4 mln €             |
| Franck Kessié     | Al-Ahli                | 9 sierpnia 2023  | 12,5 mln €            |
| Ousmane Dembélé   | Paris Saint-Germain    | 12 sierpnia 2023 | 50 mln €              |
| Sergiño Dest      | PSV Eindhoven          | 21 sierpnia 2023 | wypożyczenie na sezon |
| Abde Ezzalzouli   | Real Betis             | 1 września 2023  | 7,5 mln €             |
| Ansu Fati         | Brighton & Hove Albion | 1 września 2023  | wypożyczenie na sezon |
| Clément Lenglet   | Aston Villa            | 1 września 2023  | wypożyczenie na sezon |
| Eric García       | Girona FC              | 1 września 2023  | wypożyczenie na sezon |

## Sztab szkoleniowy

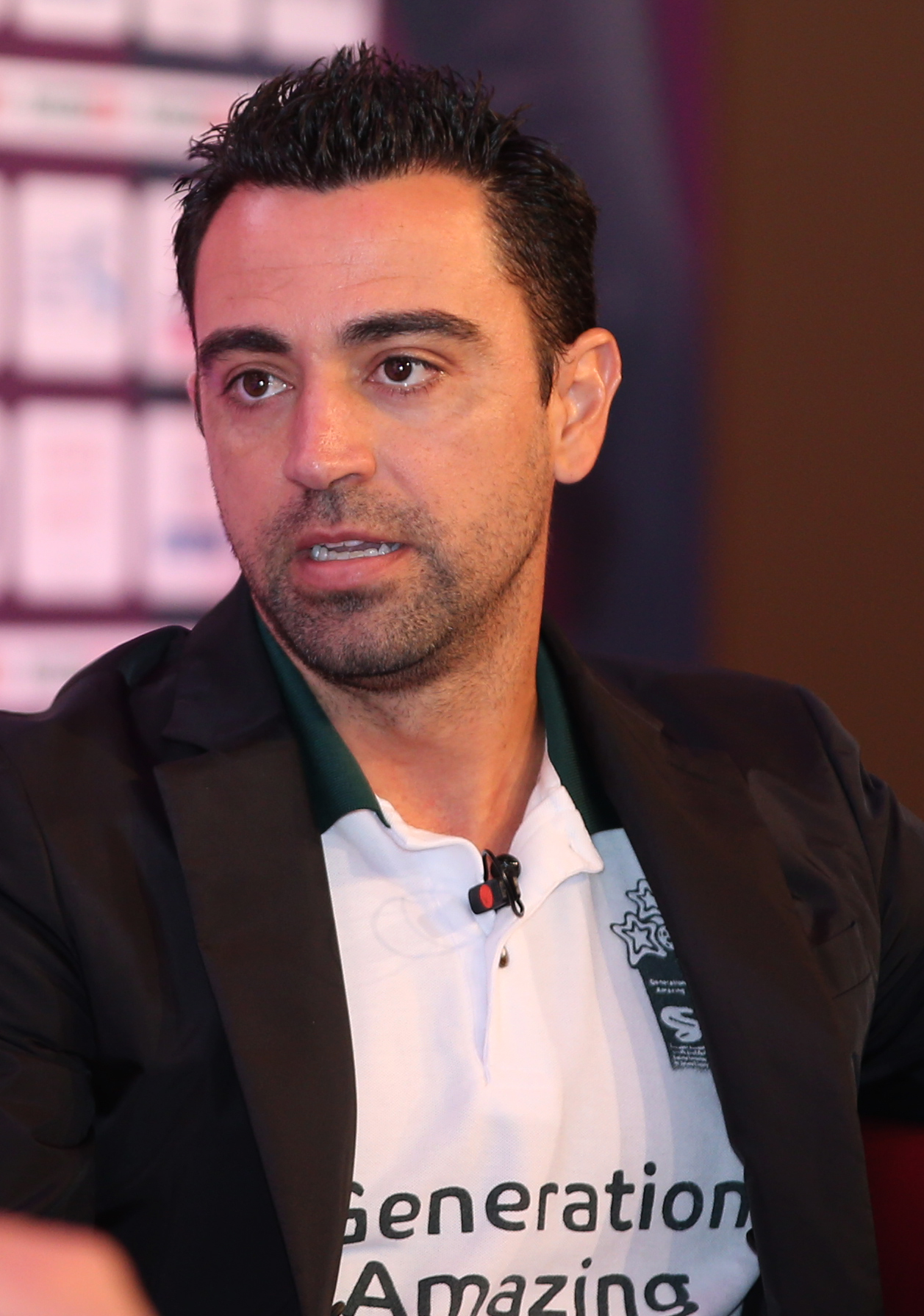
Xavi, trener klubu

| Osoba                   | Stanowisko                      |
| ----------------------- | ------------------------------- |
| Xavi                    | Trener                          |
| Óscar Hernández         | Asystent trenera                |
| Sergio Alegre           | Asystent trenera                |
| José Ramón de la Fuente | Trener bramkarzy                |
| Ivan Torres             | Trener przygotowania fizycznego |
| Sergio García           | Analityk                        |
| Toni Lobo               | Analityk                        |
| David Prats             | Analityk                        |
| Juanjo Brau             | Fizjoterapeuta                  |
| Xavi Linde              | Fizjoterapeuta                  |
| Xavi López              | Fizjoterapeuta                  |
| Xavier Elain            | Fizjoterapeuta                  |
| Jordi Mesalles          | Fizjoterapeuta                  |
| Sebas Salas             | Fizjoterapeuta                  |
| Daniel Benito           | Fizjoterapeuta                  |
| Ricard Pruna            | Doktor klubowy                  |
| Xavier Yanguas          | Doktor klubowy                  |
| Daniel Florit           | Doktor klubowy                  |
| Carles Naval            | Delegat                         |

## Mecze
zwycięstwo FC Barcelony
     remis
     zwycięstwo drużyny przeciwnej
| 26 lipca 2023 | Arsenal                                                 | 5:3   | FC Barcelona                               |                                                               |
| 05:06 CET     | Saka 13' · Havertz 43' · Trossard 55', 78' · Vieira 89' | (2:2) | 7' Lewandowski · 34' Raphinha · 88' Torres | SoFi Stadium, Inglewood Widzów: 70 223 Sędzia: Alex Chilowicz |

| 29 lipca 2023 | FC Barcelona                           | 3:0   | Real Madryt |                                                              |
| 23:00 CET     | Dembélé 15' · López 85' · Torres 90+1' | (1:0) |             | AT&T Stadium, Arlington Widzów: 82 026 Sędzia: Allen Chapman |

| 1 sierpnia 2023 | Milan | 0:1   | FC Barcelona |                                                                   |
| 05:00 CET       |       | (0:0) | 55' Fati     | Allegiant Stadium, Paradise Widzów: 38 986 Sędzia: Alex Chilowicz |

| Trofeu Joan Gamper 8 sierpnia 2023 | FC Barcelona                                              | 4:2   | Tottenham Hotspur |                                                                                   |
| 20:00 CET                          | Lewandowski 3' · Torres 81' · Fati 90' · Ezzalzouli 90+2' | (1:2) | 24', 36' Skipp    | Estadi Olímpic Lluís Companys, Barcelona Widzów: 35 224 Sędzia: Jesús Gil Manzano |

| Primera División 113 sierpnia 2023 | Getafe CF | 0:0   | FC Barcelona |                                                                        |
| 21:30 CET                          |           | (0:0) |              | Coliseum Alfonso Pérez, Getafe Widzów: 13 410 Sędzia: César Soto Grado |

| Primera División 220 sierpnia 2023 | FC Barcelona             | 2:0   | Cádiz CF |                                                                                      |
| 19:30 CET                          | Pedri 82' · Torres 90+4' | (0:0) |          | Estadi Olímpic Lluís Companys, Barcelona Widzów: 39 603 Sędzia: Alejandro Muñiz Ruiz |

| Primera División 327 sierpnia 2023 | Villarreal CF                       | 3:4   | FC Barcelona                                          |                                                                                        |
| 17:30 CET                          | Foyth 26' · Sørloth 40' · Baena 50' | (2:2) | 12' Gavi · 15' De Jong · 68' Torres · 71' Lewandowski | Estadio de la Cerámica, Vila-real Widzów: 21 679 Sędzia: Alejandro Hernández Hernández |

| Primera División 43 września 2023 | CA Osasuna | 1:2   | FC Barcelona                        |                                                                       |
| 21:00 CET                         | Ávila 76'  | (0:1) | 45+1' Koundé · 85' (k.) Lewandowski | Estadio El Sadar, Pampeluna Widzów: 21 966 Sędzia: Miguel Ortiz Arias |

| Primera División 516 września 2023 | FC Barcelona                                                          | 5:0   | Real Betis |                                                                                       |
| 21:00 CET                          | Félix 25' · Lewandowski 32' · Torres 62' · Raphinha 66' · Cancelo 81' | (2:0) |            | Estadi Olímpic Lluís Companys, Barcelona Widzów: 45 055 Sędzia: José Sánchez Martínez |

| Liga Mistrzów 19 września 2023 | FC Barcelona                                                      | 5:0   | Royal Antwerp |                                                                               |
| 21:00 CET                      | Félix 11', 66' · Lewandowski 19' · Bataille 22' (sam.) · Gavi 54' | (3:0) |               | Estadi Olímpic Lluís Companys, Barcelona Widzów: 40 989 Sędzia: Radu Petrescu |

| Primera División 623 września 2023 | FC Barcelona                       | 3:2   | Celta Vigo                |                                                                                    |
| 18:30 CET                          | Lewandowski 81', 85' · Cancelo 89' | (0:1) | 19' Larsen · 76' Douvikas | Estadi Olímpic Lluís Companys, Barcelona Widzów: 43 272 Sędzia: Mario Melero López |

| Primera División 726 września 2023 | RCD Mallorca            | 2:2   | FC Barcelona             |                                                                      |
| 21:30 CET                          | Muriqi 8' · Prats 45+3' | (2:1) | 41' Raphinha · 75' López | Iberostar Estadio, Palma Widzów: 19 938 Sędzia: Alejandro Muñiz Ruiz |

| Primera División 829 września 2023 | FC Barcelona     | 1:0   | Sevilla FC |                                                                                    |
| 21:00 CET                          | Ramos 76' (sam.) | (0:0) |            | Estadi Olímpic Lluís Companys, Barcelona Widzów: 41 116 Sędzia: Miguel Ortiz Arias |

| Liga Mistrzów 4 października 2023 | FC Porto | 0:1   | FC Barcelona |                                                                |
| 21:00 CET                         |          | (0:1) | 45+1' Torres | Estádio do Dragão, Porto Widzów: 49 722 Sędzia: Anthony Taylor |

| Primera División 98 października 2023 | Granada CF       | 2:2   | FC Barcelona              |                                                                             |
| 21:00 CET                             | Zaragoza 1', 29' | (2:1) | 45+1' Yamal · 85' Roberto | Estadio Nuevo Los Cármenes, Grenada Widzów: 20 354 Sędzia: César Soto Grado |

| Primera División 1022 października 2023 | FC Barcelona | 1:0   | Athletic Bilbao |                                                                                      |
| 21:00 CET                               | Guiu 80'     | (0:0) |                 | Estadi Olímpic Lluís Companys, Barcelona Widzów: 38 194 Sędzia: José Munuera Montero |

| Liga Mistrzów 25 października 2023 | FC Barcelona           | 2:1   | Szachtar Donieck |                                                                               |
| 18:45 CET                          | Torres 28' · López 36' | (2:0) | 62' Sudakow      | Estadi Olímpic Lluís Companys, Barcelona Widzów: 41 409 Sędzia: Ivan Kružliak |

| Primera División 1128 października 2023 | FC Barcelona | 1:2   | Real Madryt           |                                                                                   |
| 16:15 CET                               | Gündoğan 6'  | (1:0) | 68', 90+2' Bellingham | Estadi Olímpic Lluís Companys, Barcelona Widzów: 50 112 Sędzia: Jesús Gil Manzano |

| Primera División 124 listopada 2023 | Real Sociedad | 0:1   | FC Barcelona |                                                                            |
| 21:00 CET                           |               | (0:0) | 90+2' Araújo | Estadio Anoeta, San Sebastián Widzów: 37 555 Sędzia: Javier Alberola Rojas |

| Liga Mistrzów 7 listopada 2023 | Szachtar Donieck | 1:0   | FC Barcelona |                                                               |
| 18:45 CET                      | Sikan 40'        | (1:0) |              | Volksparkstadion, Hamburg Widzów: 49 147 Sędzia: Irfan Peljto |

| Primera División 1312 listopada 2023 | FC Barcelona             | 2:1   | Deportivo Alavés |                                                                                       |
| 16:15 CET                            | Lewandowski 53', 78' (k) | (0:1) | 1' Omorodion     | Estadi Olímpic Lluís Companys, Barcelona Widzów: 38 183 Sędzia: Mateo Busquets Ferrer |

| Primera División 1425 listopada 2023 | Rayo Vallecano | 1:1   | FC Barcelona       |                                                                                      |
| 14:00 CET                            | López 39'      | (1:0) | 82' (sam.) Lejeune | Campo de Fútbol de Vallecas, Madryt Widzów: 14 148 Sędzia: José Luis Munuera Montero |

| Liga Mistrzów 28 listopada 2023 | FC Barcelona                 | 2:1   | FC Porto |                                                                                |
| 21:00 CET                       | Cancelo 32' · João Félix 57' | (1:1) | 30' Pepe | Estadi Olímpic Lluís Companys, Barcelona Widzów: 43 533 Sędzia: Daniele Orsato |

| Primera División 153 grudnia 2023 | FC Barcelona   | 1:0   | Atlético Madryt |                                                                                       |
| 21:00 CET                         | João Félix 28' | (1:0) |                 | Estadi Olímpic Lluís Companys, Barcelona Widzów: 34 568 Sędzia: José Sánchez Martínez |

| Primera División 1610 grudnia 2023 | FC Barcelona                     | 2:4   | Girona FC                                                 |                                                                                               |
| 21:00 CET                          | Lewandowski 19' · Gündoğan 90+2' | (1:2) | 12' Dowbyk · 40' Gutiérrez · 80' Fernández · 90+5' Stuani | Estadi Olímpic Lluís Companys, Barcelona Widzów: 42 848 Sędzia: Isidro Díaz de Mera Escuderos |

| Liga Mistrzów 13 grudnia 2023 | Royal Antwerp                                 | 3:2   | FC Barcelona            |                                                             |
| 21:00 CET                     | Vermeeren 2' · Janssen 56' · Ilenikhena 90+2' | (1:1) | 35' Torres · 90+1' Guiu | Bosuilstadion, Antwerpia Widzów: 13 550 Sędzia: Marco Guida |

| Primera División 1716 grudnia 2023 | Valencia CF   | 1:1   | FC Barcelona |                                                                      |
| 21:00 CET                          | Guillamón 70' | (0:0) | 55' Félix    | Estadio Mestalla, Walencja Widzów: 46 492 Sędzia: Miguel Ortiz Arias |

| Primera División 1820 grudnia 2023 | FC Barcelona                    | 3:2   | UD Almería                   |                                                                                            |
| 19:00 CET                          | Raphinha 33' · Roberto 60', 83' | (1:1) | 41' Baptistão · 71' González | Estadi Olímpic Lluís Companys, Barcelona Widzów: 34 471 Sędzia: Guillermo Cuadra Fernández |

| 22 grudnia 2023 | FC Barcelona        | 2:3   | América                        |                                                         |
| 03:00 CET       | Yamal 6' · Guiu 28' | (2:1) | 12', 50' Quiñones · 82' Martín | Cotton Bowl, Dallas Widzów: 30 000 Sędzia: Elton García |

| Primera División 194 stycznia 2024 | UD Las Palmas | 1:2   | FC Barcelona                     |                                                                                |
| 21:30 CET                          | Munir 12'     | (1:0) | 56' Torres · 90+3' (k.) Gündoğan | Estadio Gran Canaria, Las Palmas Widzów: 31 712 Sędzia: Pablo González Fuertes |

| Puchar Króla 1/16 finału 7 stycznia 2024 | UD Barbastro                  | 2:3   | FC Barcelona                                    |                                                                                    |
| 21:00 CET                                | De Mesa 60' · Prat 90+3' (k.) | (0:1) | 18' López · 51' Raphinha · 88' (k.) Lewandowski | Estadio Municipal de Deportes, Barbastro Widzów: 6 000 Sędzia: Juan Pulido Santana |

| Supercopa España 1/2 finału 11 stycznia 2024 | FC Barcelona                  | 2:0   | CA Osasuna |                                                                  |
| 20:00 CET                                    | Lewandowski 59' · Yamal 90+3' | (0:0) |            | Al-Awwal Park, Rijad Widzów: 23 932 Sędzia: Alejandro Muñiz Ruiz |

| Supercopa España Finał 14 stycznia 2024 | Real Madryt                              | 4:1   | FC Barcelona    |                                                                   |
| 20:00 CET                               | Vinícius 7', 10', 39' (k.) · Rodrygo 64' | (3:1) | 33' Lewandowski | Al-Awwal Park, Rijad Widzów: 23 977 Sędzia: Juan Martínez Munuera |

| Puchar Króla 1/8 finału 18 stycznia 2024 | Unionistas CF | 1:3   | FC Barcelona                        |                                                                                          |
| 19:30 CET                                | Gómez 31'     | (1:1) | 45' Torres · 69' Koundé · 73' Balde | Estadio Municipal Reina Sofía, Salamanka Widzów: 6 246 Sędzia: Francisco Hernández Maeso |

| Primera División 2121 stycznia 2024 | Real Betis    | 2:4   | FC Barcelona                       |                                                                             |
| 18:30 CET                           | Isco 56', 59' | (0:1) | 21', 48', 90+2' Torres · 90' Félix | Estadio Benito Villamarín, Sewilla Widzów: 53 288 Sędzia: Jesús Gil Manzano |

| Puchar Króla 1/4 finału 24 stycznia 2024 | Athletic Bilbao                                                    | 4:2 (pd.)       | FC Barcelona                |                                                                |
| 21:30 CET                                | Guruzeta 1' · Sancet 49' · I. Williams 105+2' · N. Williams 120+1' | (1:2, 2:2, 3:2) | 26' Lewandowski · 32' Yamal | San Mamés, Bilbao Widzów: 50 403 Sędzia: José Sánchez Martínez |

| Primera División 2227 stycznia 2024 | FC Barcelona                                 | 3:5   | Villarreal CF                                                              |                                                                                      |
| 18:30 CET                           | Gündoğan 60' · Pedri 68' · Bailly 72' (sam.) | (0:1) | 41' G. Moreno · 54' Akhomach · 84' Guedes · 90+9' Sørloth · 90+12' Morales | Estadi Olímpic Lluís Companys, Barcelona Widzów: 46 229 Sędzia: José Munuera Montero |

| Primera División 2031 stycznia 2024 | FC Barcelona | 1:0   | CA Osasuna |                                                                                        |
| 19:00 CET                           | Roque 63'    | (0:0) |            | Estadi Olímpic Lluís Companys, Barcelona Widzów: 37 888 Sędzia: Jorge Figueroa Vázquez |

| Primera División 233 lutego 2024 | Deportivo Alavés | 1:3   | FC Barcelona                               |                                                                                       |
| 18:30 CET                        | Omorodion 51'    | (0:1) | 22' Lewandowski · 49' Gündoğan · 63' Roque | Estadio de Mendizorroza, Vitoria-Gasteiz Widzów: 19 480 Sędzia: Juan Martínez Munuera |

| Primera División 2411 lutego 2024 | FC Barcelona                     | 3:3   | Granada CF                               |                                                                                    |
| 21:00 CET                         | Yamal 14', 80' · Lewandowski 63' | (1:1) | 43' Sánchez · 60' Pellistri · 66' Miquel | Estadi Olímpic Lluís Companys, Barcelona Widzów: 41 901 Sędzia: Miguel Ortiz Arias |

| Primera División 2517 lutego 2024 | Celta Vigo | 1:2   | FC Barcelona                |                                                                   |
| 18:30 CET                         | Aspas 47'  | (0:1) | 45', 90+7' (k.) Lewandowski | Estadio Balaídos, Vigo Widzów: 23 096 Sędzia: Juan Pulido Santana |

| Liga Mistrzów 1/8 finału 21 lutego 2024 | Napoli      | 1:1   | FC Barcelona    |                                                                           |
| 21:00 CET                               | Osimhen 75' | (0:0) | 60' Lewandowski | Stadio Diego Armando Maradona, Neapol Widzów: 49 529 Sędzia: Felix Zwayer |

| Primera División 2624 lutego 2024 | FC Barcelona                                         | 4:0   | Getafe CF |                                                                                      |
| 16:15 CET                         | Raphinha 20' · Félix 53' · De Jong 61' · López 90+1' | (1:0) |           | Estadi Olímpic Lluís Companys, Barcelona Widzów: 36 803 Sędzia: Alejandro Muñiz Ruiz |

| Primera División 273 marca 2024 | Athletic Bilbao | 0:0   | FC Barcelona |                                                                        |
| 21:00 CET                       |                 | (0:0) |              | San Mamés, Bilbao Widzów: 50 295 Sędzia: Alejandro Hernández Hernández |

| Primera División 288 marca 2024 | FC Barcelona | 1:0   | RCD Mallorca |                                                         |
| 21:00 CET                       |              | (0:0) |              | Estadi Olímpic Lluís Companys, Barcelona Widzów: 38 225 |

| Liga Mistrzów 1/8 finału 12 marca 2024 | FC Barcelona                              | 3:1   | Napoli       |                                                                                |
| 21:00 CET                              | López 15' · Cancelo 17' · Lewandowski 83' | (2:1) | 30' Rrahmani | Estadi Olímpic Lluís Companys, Barcelona Widzów: 50 301 Sędzia: Danny Makkelie |

| Primera División 2917 marca 2024 | Atlético Madryt | 0:3   | FC Barcelona                            |                                                                            |
| 21:00 CET                        |                 | (0:1) | 38' Félix · 47' Lewandowski · 65' López | Estadio Metropolitano, Madryt Widzów: 68 253 Sędzia: José Sánchez Martínez |

| Primera División 3030 marca 2024 | FC Barcelona | 1:0   | UD Las Palmas |                                                                                       |
| 21:00 CET                        | Raphinha 59' | (0:0) |               | Estadi Olímpic Lluís Companys, Barcelona Widzów: 46 788 Sędzia: Mateo Busquets Ferrer |

| Liga Mistrzów 1/4 finału 10 kwietnia 2024 | Paris Saint-Germain       | 2:3   | FC Barcelona                        |                                                               |
| 21:00 CET                                 | Dembélé 48' · Vitinha 51' | (0:1) | 37', 62' Raphinha · 77' Christensen | Parc des Princes, Paryż Widzów: 47 470 Sędzia: Anthony Taylor |

| Primera División 3113 kwietnia 2024 | Cádiz CF | 0:1   | FC Barcelona |                                                                              |
| 21:00 CET                           |          | (0:1) | 37' Félix    | Estadio Ramón de Carranza, Kadyks Widzów: 19 607 Sędzia: Juan Pulido Santana |

| Liga Mistrzów 1/4 finału 16 kwietnia 2024 | FC Barcelona | 1:4   | Paris Saint-Germain                              |                                                                               |
| 21:00 CET                                 | Raphinha 12' | (1:1) | 40' Dembélé · 54' Vitinha · 61' (k.), 89' Mbappé | Estadi Olímpic Lluís Companys, Barcelona Widzów: 50 309 Sędzia: István Kovács |

| Primera División 3221 kwietnia 2024 | Real Madryt                                   | 3:2   | FC Barcelona               |                                                                           |
| 21:00 CET                           | Vinícius 18' · Vázquez 73' · Bellingham 90+1' | (1:1) | 6' Christensen · 69' López | Estadio Santiago Bernabéu, Madryt Widzów: 77 981 Sędzia: César Soto Grado |

| Primera División 3329 kwietnia 2024 | FC Barcelona                            | 4:2   | Valencia CF                |                                                                                              |
| 21:00 CET                           | López 22' · Lewandowski 49', 82', 90+3' | (1:2) | 27' Duro · 38' (k.) Pepelu | Estadi Olímpic Lluís Companys, Barcelona Widzów: 30 167 Sędzia: Ricardo de Burgos Bengoetxea |

| Primera División 344 maja 2024 | Girona FC                                      | 4:2   | FC Barcelona                            |                                                                               |
| 18:30 CET                      | Dowbyk 4' · Portugués 65', 74' · Gutiérrez 67' | (1:2) | 3' Christensen · 45+1' (k.) Lewandowski | Estadi Montilivi, Girona Widzów: 14 090 Sędzia: Alejandro Hernández Hernández |

| Primera División 3513 maja 2024 | FC Barcelona                    | 2:0   | Real Sociedad |                                                                                            |
| 21:00 CET                       | Yamal 40' · Raphinha 90+3' (k.) | (1:0) |               | Estadi Olímpic Lluís Companys, Barcelona Widzów: 35 829 Sędzia: Guillermo Cuadra Fernández |

| Primera División 3616 maja 2024 | UD Almería | 0:2   | FC Barcelona   |                                                                           |
| 21:30 CET                       |            | (0:1) | 14', 67' López | Power Horse Stadium, Almería Widzów: 15 543 Sędzia: Javier Alberola Rojas |

| Primera División 3719 maja 2024 | FC Barcelona                    | 3:0   | Rayo Vallecano |                                                                    |
| 19:00 CET                       | Lewandowski 3' · Pedri 72', 75' | (1:0) |                | Estadi Olímpic Lluís Companys, Barcelona Sędzia: Jesús Gil Manzano |

| Primera División 3826 maja 2024 | Sevilla FC    | 1:2   | FC Barcelona                |                                                                                          |
| 21:00 CET                       | En-Nesyri 31' | (1:1) | 15' Lewandowski · 59' López | Estadio Ramón Sánchez Pizjuán, Sewilla Widzów: 34 888 Sędzia: Javier Iglesias Villanueva |

## Bilans meczów oficjalnych

### Statystyki meczów
| Rozgrywki             | Mecze | Wygrane | Remisy | Przegrane | Bramki strzelone | Bramki stracone |
| --------------------- | ----- | ------- | ------ | --------- | ---------------- | --------------- |
| Primera División      | 38    | 26      | 7      | 5         | 79               | 44              |
| Puchar Króla          | 3     | 2       | 0      | 1         | 8                | 7               |
| Liga Mistrzów UEFA    | 10    | 6       | 1      | 3         | 20               | 14              |
| Superpuchar Hiszpanii | 2     | 1       | 0      | 1         | 3                | 4               |
| Suma                  | 53    | 35      | 8      | 10        | 110              | 69              |

Źródło:

### Bilans meczów przeciwko klubom
| Klub                | Mecze | Wygrane | Remisy | Przegrane | Bramki strzelone | Bramki stracone |
| ------------------- | ----- | ------- | ------ | --------- | ---------------- | --------------- |
| CA Osasuna          | 3     | 3       | 0      | 0         | 5                | 1               |
| Athletic Bilbao     | 3     | 1       | 1      | 1         | 3                | 4               |
| Real Madryt         | 3     | 0       | 0      | 3         | 4                | 9               |
| Real Betis          | 2     | 2       | 0      | 0         | 9                | 2               |
| Atlético Madryt     | 2     | 2       | 0      | 0         | 4                | 0               |
| Deportivo Alavés    | 2     | 2       | 0      | 0         | 5                | 2               |
| UD Almería          | 2     | 2       | 0      | 0         | 5                | 2               |
| Cádiz CF            | 2     | 2       | 0      | 0         | 3                | 0               |
| Real Sociedad       | 2     | 2       | 0      | 0         | 3                | 0               |
| Celta Vigo          | 2     | 2       | 0      | 0         | 5                | 3               |
| FC Porto            | 2     | 2       | 0      | 0         | 3                | 1               |
| UD Las Palmas       | 2     | 2       | 0      | 0         | 3                | 1               |
| Sevilla FC          | 2     | 2       | 0      | 0         | 3                | 1               |
| Getafe CF           | 2     | 1       | 1      | 0         | 4                | 0               |
| Rayo Vallecano      | 2     | 1       | 1      | 0         | 4                | 1               |
| Valencia CF         | 2     | 1       | 1      | 0         | 5                | 3               |
| SSC Napoli          | 2     | 1       | 1      | 0         | 4                | 2               |
| RCD Mallorca        | 2     | 1       | 1      | 0         | 3                | 2               |
| Royal Antwerp       | 2     | 1       | 0      | 1         | 7                | 3               |
| Szachtar Donieck    | 2     | 1       | 0      | 1         | 2                | 2               |
| Villarreal CF       | 2     | 1       | 0      | 1         | 7                | 8               |
| Paris Saint-Germain | 2     | 1       | 0      | 1         | 4                | 6               |
| Granada CF          | 2     | 0       | 2      | 0         | 5                | 5               |
| Girona FC           | 2     | 0       | 0      | 2         | 4                | 8               |
| Unionistas CF       | 1     | 1       | 0      | 0         | 3                | 1               |
| UD Barbastro        | 1     | 1       | 0      | 0         | 3                | 2               |

### Bilans meczów przeciwko trenerom
| Trener                    | Klub                | Mecze | Wygrane | Remisy | Przegrane | Bramki strzelone | Bramki stracone |
| ------------------------- | ------------------- | ----- | ------- | ------ | --------- | ---------------- | --------------- |
| Jagoba Arrasate           | CA Osasuna          | 3     | 3       | 0      | 0         | 5                | 1               |
| Ernesto Valverde          | Athletic Bilbao     | 3     | 1       | 1      | 1         | 3                | 4               |
| Carlo Ancelotti           | Real Madryt         | 3     | 0       | 0      | 3         | 4                | 9               |
| Manuel Pellegrini         | Real Betis          | 2     | 2       | 0      | 0         | 9                | 2               |
| Diego Simeone             | Atlético Madryt     | 2     | 2       | 0      | 0         | 4                | 0               |
| Luis García Plaza         | Deportivo Alavés    | 2     | 2       | 0      | 0         | 5                | 2               |
| Imanol Alguacil           | Real Sociedad       | 2     | 2       | 0      | 0         | 3                | 0               |
| Rafael Benítez            | Celta Vigo          | 2     | 2       | 0      | 0         | 5                | 3               |
| Sérgio Conceição          | FC Porto            | 2     | 2       | 0      | 0         | 3                | 1               |
| Francisco García Pimienta | UD Las Palmas       | 2     | 2       | 0      | 0         | 3                | 1               |
| José Bordalás             | Getafe CF           | 2     | 1       | 1      | 0         | 4                | 0               |
| Rubén Baraja              | Valencia CF         | 2     | 1       | 1      | 0         | 5                | 3               |
| Francesco Calzona         | SSC Napoli          | 2     | 1       | 1      | 0         | 4                | 2               |
| Javier Aguirre            | RCD Mallorca        | 2     | 1       | 1      | 0         | 3                | 2               |
| Mark van Bommel           | Royal Antwerp       | 2     | 1       | 0      | 1         | 7                | 3               |
| Marino Pušić              | Szachtar Donieck    | 2     | 1       | 0      | 1         | 2                | 2               |
| Luis Enrique              | Paris Saint-Germain | 2     | 1       | 0      | 1         | 4                | 6               |
| Míchel                    | Girona FC           | 2     | 0       | 0      | 2         | 4                | 8               |
| Iñigo Pérez               | Rayo Vallecano      | 1     | 0       | 1      | 0         | 3                | 0               |
| Dani Ponz                 | Unionistas CF       | 1     | 1       | 0      | 0         | 3                | 1               |
| Sergio González           | Cádiz CF            | 1     | 1       | 0      | 0         | 2                | 0               |
| Pepe Mel                  | UD Almería          | 1     | 1       | 0      | 0         | 2                | 0               |
| Quique Setién             | Villarreal CF       | 1     | 1       | 0      | 0         | 4                | 3               |
| Gaizka Garitano           | UD Almería          | 1     | 1       | 0      | 0         | 3                | 2               |
| Dani Martínez             | UD Barbastro        | 1     | 1       | 0      | 0         | 3                | 2               |
| Quique Sánchez Flores     | Sevilla FC          | 1     | 1       | 0      | 0         | 2                | 1               |
| José Luis Mendilibar      | Sevilla FC          | 1     | 1       | 0      | 0         | 1                | 0               |
| Mauricio Pellegrino       | Cádiz CF            | 1     | 1       | 0      | 0         | 1                | 0               |
| Alexander Medina          | Granada CF          | 1     | 0       | 1      | 0         | 3                | 3               |
| Paco López                | Granada CF          | 1     | 0       | 1      | 0         | 2                | 2               |
| Francisco Rodríguez       | Rayo Vallecano      | 1     | 0       | 1      | 0         | 1                | 1               |
| Marcelino García Toral    | Villarreal CF       | 1     | 0       | 0      | 1         | 3                | 5               |

## Statystyki piłkarzy w oficjalnych meczach

### Statystyki występów i goli
| Piłkarz               | Primera División | Primera División | Copa del Rey | Copa del Rey | Liga Mistrzów UEFA | Liga Mistrzów UEFA | Supercopa España | Supercopa España | Suma  | Suma   |
| Piłkarz               | Mecze            | Bramki           | Mecze        | Bramki       | Mecze              | Bramki             | Mecze            | Bramki           | Mecze | Bramki |
| --------------------- | ---------------- | ---------------- | ------------ | ------------ | ------------------ | ------------------ | ---------------- | ---------------- | ----- | ------ |
| Marc-André ter Stegen | 28               | 0                | 0            | 0            | 8                  | 0                  | 0                | 0                | 36    | 0      |
| João Cancelo          | 32               | 2                | 0            | 0            | 10                 | 2                  | 0                | 0                | 42    | 4      |
| Alejandro Balde       | 18               | 0                | 2            | 1            | 6                  | 0                  | 2                | 0                | 28    | 1      |
| Ronald Araújo         | 25               | 1                | 2            | 0            | 8                  | 0                  | 2                | 0                | 37    | 1      |
| Iñigo Martínez        | 20               | 0                | 1            | 0            | 4                  | 0                  | 0                | 0                | 25    | 0      |
| Gavi                  | 12               | 1                | 0            | 0            | 3                  | 1                  | 0                | 0                | 15    | 2      |
| Ferran Torres         | 29               | 7                | 3            | 1            | 8                  | 3                  | 2                | 0                | 42    | 11     |
| Pedri                 | 24               | 4                | 2            | 0            | 6                  | 0                  | 2                | 0                | 34    | 4      |
| Robert Lewandowski    | 35               | 19               | 3            | 2            | 9                  | 3                  | 2                | 2                | 49    | 26     |
| Ansu Fati (X)         | 3                | 0                | 0            | 0            | 0                  | 0                  | 0                | 0                | 3     | 0      |
| Raphinha              | 28               | 6                | 1            | 1            | 7                  | 3                  | 1                | 0                | 36    | 10     |
| Iñaki Peña            | 10               | 0                | 3            | 0            | 2                  | 0                  | 2                | 0                | 17    | 0      |
| João Félix            | 30               | 7                | 3            | 0            | 9                  | 3                  | 2                | 0                | 44    | 10     |
| Andreas Christensen   | 30               | 2                | 3            | 0            | 7                  | 1                  | 2                | 0                | 42    | 3      |
| Abde Ezzalzouli (X)   | 2                | 0                | 0            | 0            | 0                  | 0                  | 0                | 0                | 2     | 0      |
| Fermín López          | 31               | 8                | 2            | 1            | 8                  | 2                  | 1                | 0                | 40    | 11     |
| Marcos Alonso         | 5                | 0                | 0            | 0            | 3                  | 0                  | 0                | 0                | 8     | 0      |
| Oriol Romeu           | 28               | 0                | 2            | 0            | 7                  | 0                  | 0                | 0                | 37    | 0      |
| Vitor Roque           | 14               | 2                | 2            | 0            | 0                  | 0                  | 0                | 0                | 16    | 2      |
| Sergi Roberto         | 14               | 3                | 3            | 0            | 5                  | 0                  | 2                | 0                | 24    | 3      |
| Frenkie de Jong       | 20               | 2                | 3            | 0            | 5                  | 0                  | 2                | 0                | 30    | 2      |
| İlkay Gündoğan        | 36               | 5                | 3            | 0            | 10                 | 0                  | 2                | 0                | 51    | 5      |
| Jules Koundé          | 35               | 1                | 3            | 1            | 8                  | 0                  | 2                | 0                | 48    | 2      |
| Eric García (X)       | 2                | 0                | 0            | 0            | 0                  | 0                  | 0                | 0                | 2     | 0      |
| Lamine Yamal (R)      | 37               | 5                | 1            | 1            | 10                 | 0                  | 2                | 1                | 50    | 7      |
| Marc Casadó (R)       | 2                | 0                | 0            | 0            | 2                  | 0                  | 0                | 0                | 4     | 0      |
| Pau Cubarsí (R)       | 19               | 0                | 2            | 0            | 3                  | 0                  | 0                | 0                | 24    | 0      |
| Marc Guiu (R)         | 3                | 1                | 2            | 0            | 2                  | 1                  | 0                | 0                | 7     | 2      |
| Héctor Fort (R)       | 7                | 0                | 2            | 0            | 1                  | 0                  | 0                | 0                | 10    | 0      |

Źródło:
(X) – piłkarze, którzy odeszli z klubu w trakcie sezonu lub piłkarze, którzy nie zostali zgłoszeni do rozgrywek.
(R) – piłkarze, którzy nie są oficjalnie w pierwszej drużynie a jedynie są powoływani z drużyny rezerw.

### Najlepsi strzelcy
| lp. | Piłkarz             | Primera División | Copa del Rey | Liga Mistrzów UEFA | Supercopa España | Suma |
| --- | ------------------- | ---------------- | ------------ | ------------------ | ---------------- | ---- |
| 1.  | Robert Lewandowski  | 19               | 2            | 3                  | 2                | 26   |
| 2.  | Ferran Torres       | 7                | 1            | 3                  | 0                | 11   |
| 2.  | Fermín López        | 8                | 1            | 2                  | 0                | 11   |
| 4.  | João Félix          | 7                | 0            | 3                  | 0                | 10   |
| 4.  | Raphinha            | 6                | 1            | 3                  | 0                | 10   |
| 6.  | Lamine Yamal (R)    | 5                | 1            | 0                  | 1                | 7    |
| 7.  | İlkay Gündoğan      | 5                | 0            | 0                  | 0                | 5    |
| 8.  | João Cancelo        | 2                | 0            | 2                  | 0                | 4    |
| 8.  | Pedri               | 4                | 0            | 0                  | 0                | 4    |
| 10. | Sergi Roberto       | 3                | 0            | 0                  | 0                | 3    |
| 10. | Andreas Christensen | 2                | 0            | 1                  | 0                | 3    |
| 12. | Gavi                | 1                | 0            | 1                  | 0                | 2    |
| 12. | Marc Guiu (R)       | 1                | 0            | 1                  | 0                | 2    |
| 12. | Jules Koundé        | 1                | 1            | 0                  | 0                | 2    |
| 12. | Vitor Roque         | 2                | 0            | 0                  | 0                | 2    |
| 12. | Frenkie de Jong     | 2                | 0            | 0                  | 0                | 2    |
| 17. | Ronald Araújo       | 1                | 0            | 0                  | 0                | 1    |
| 17. | Alejandro Balde     | 0                | 1            | 0                  | 0                | 1    |

## Tabele

### Primera División
| Lp. | Drużyna             | M  | Z  | R  | P  | B+ | B– | +/– | Pkt | Kwalifikacja lub spadek          |
| --- | ------------------- | -- | -- | -- | -- | -- | -- | --- | --- | -------------------------------- |
| 1   | Real Madryt (M)     | 38 | 29 | 8  | 1  | 87 | 26 | +61 | 95  | Liga Mistrzów UEFA • Faza ligowa |
| 2   | FC Barcelona        | 38 | 26 | 7  | 5  | 79 | 44 | +35 | 85  | Liga Mistrzów UEFA • Faza ligowa |
| 3   | Girona FC           | 38 | 25 | 6  | 7  | 85 | 46 | +39 | 81  | Liga Mistrzów UEFA • Faza ligowa |
| 4   | Atlético Madryt     | 38 | 24 | 4  | 10 | 70 | 43 | +27 | 76  | Liga Mistrzów UEFA • Faza ligowa |
| 5   | Athletic Bilbao (P) | 38 | 19 | 11 | 8  | 61 | 37 | +24 | 68  | Liga Europy UEFA • Faza ligowa   |

### Copa del Rey
| Drużyna 1       | Wynik       | Drużyna 2    |
| --------------- | ----------- | ------------ |
| UD Barbastro    | 2:3         | FC Barcelona |
| Unionistas CF   | 1:3         | FC Barcelona |
| Athletic Bilbao | 4:2 (dogr.) | FC Barcelona |

### Liga Mistrzów UEFA
Grupa H:
| Lp. | Drużyna              | M | Z | R | P | B+ | B– | +/– | Pkt | Kwalifikacja  |  | BAR | POR | SHK | ANT |
| --- | -------------------- | - | - | - | - | -- | -- | --- | --- | ------------- |  | --- | --- | --- | --- |
| 1   | Barcelona (A)        | 6 | 4 | 0 | 2 | 12 | 6  | +6  | 12  | 1/8 finału LM |  |     | 2–1 | 2–1 | 5–0 |
| 2   | Porto (A)            | 6 | 4 | 0 | 2 | 15 | 8  | +7  | 12  | 1/8 finału LM |  | 0–1 |     | 5–3 | 2–0 |
| 3   | Szachtar Donieck (T) | 6 | 3 | 0 | 3 | 10 | 12 | −2  | 9   | Play-offy LE  |  | 1–0 | 1–3 |     | 1–0 |
| 4   | Antwerp              | 6 | 1 | 0 | 5 | 6  | 17 | −11 | 3   |               |  | 3–2 | 1–4 | 2–3 |     |

1. 1 2  Mecze bezpośrednie, liczba punktów: Barcelona 6, Porto 0.

Faza pucharowa:
| Drużyna 1                            | Wynik dwumeczu | Drużyna 2    | Pierwszy mecz | Drugi mecz |
| ------------------------------------ | -------------- | ------------ | ------------- | ---------- |
| Napoli                               | 2:4            | FC Barcelona | 1:1           | 1:3        |
| Paris Saint-Germain                  | 6:4            | FC Barcelona | 2:3           | 4:1        |
| Po lewej gospodarz pierwszego meczu. |                |              |               |            |